# Helmut Sampt
Helmut Sampt (* 26. Jänner 1956) ist ein österreichischer Politiker (ÖVP). Sampt war von 2004 bis 2015 Abgeordneter zum Burgenländischen Landtag. 

## Leben
Sampt absolvierte die Pflichtschule und arbeitete in der Folge als Polier.

## Politik
Bis zur Gemeinderatswahl 2017 war Sampt Bürgermeister der Marktgemeinde Neuhaus am Klausenbach. Er ist Bezirksobmann des Gemeindebundes. Außerdem war er seit dem 27. Mai 2004 Abgeordneter zum Landtag und Bereichssprecher für den ländlichen Raum und ländliche Infrastruktur.